# Clopoțica și comoara pierdută
Clopoțica și comoara pierdută este un film animat produs in 2009 de DisneyToon Studios. Este continuarea filmului "Clopoțica" din 2008. Acțiunea se petrece în jurul lui Clopoțica (Tinker Bell), o zână creata de J. M. Barrie, care a mai jucat în Peter Pan si a avut roluri secundare in alte producții ale Walt Disney Company. Filmul a fost produs cu ajutorul modelării digitale 3D. 
Acesta a fost lansat pe DVD si Blu-ray de către Walt Disney Home Video, pe 27 octombrie 2009.

## Plot
Zânele (Mae Whitman, Kristin Chenoweth, Lucy Liu, Raven-Symone, Angela Bartys) aduc pe tărâm anotimpul frunzelor, hibernarării, al brizelor răcoritoare și al dovlecilor: Toamna. La fiecare opt ani, este o lună plină albastră în Pixie Hallow. Când lumina acestei luni albastre trece prin prețioasa și rara piatră a lunii creează praf zână albastru. Petrecerea Toamnei este asociată cu un eveniment în care zânele trebuie să adune un praf rar și să îl aducă în copac.
Pentru a ține acastă petrecere, un nou sceptru trebuie construit (pentru a înălța piatra lunii) de zâne. Tinker Bell dorește să contruiască noul sceptru, dar când ea se duce la muncă, ea are probleme cu prietenul ei Terence (Jesse McCartney) deoarece el încearcă prea mult să fie săritor. Tinker Bell îl consideră enervant și gălăgios. Unul sau două accidente, îi face ca aproape terminatul sceptru să se rupă. Ca să îndrepte situația cauzată, Tink află că poate să rezolve cu ajutorul unei căutări (aici se cunoaște cu Blaze, unu licurici aventurier) în care va găsi o oglindă magică, care îi îndeplinește trei dorințe. Cu toate acestea, pirații au folosit deja cele două dorințe înainte să piardă oglinda. Asta înseamnă că Tinker Bell are o singură șansă pentru o dorință.
Clopoțica recuperează înapoi oglinda, cu ajutorul lui Blaze, dar își pierde dorința pe Blaze spunând: "Îmi doresc să fi tăcut pentru un minut!", coada lui Blaze încetând să mai lucească. Deoarece a început să plângă, ea îl dorește pe Terence, prietenul ei cel mai bun, crezând că nu o să meargă, însă Terence se afla în spatele ei deoarece el a urmărit-o după ce i-a aflat planurile și fragmentele din piatra lunii în casa ei goală. Ei pleacă de pe insulă și se întorc înapoi în Pixie Hallow, Tink fiind încă îngrijorată. Deodată ea a are o idee; ei repară sceptrul folosind un diamant alb pentru oglindă, piesele de sceptru le-a reconstruit Terence, iar piesele din piatra lunii, sunt toate situate în unghiul perfect. Cu toate aventurile ei, ea descoperă magia prieteniei.
Filmul se termină cu melodia: Take to the Sky (Luată către Cer).

## Vocile în limba engleză
Vocile actorilor sunt aproximativ aceleași ca în prima parte. America Ferrera nu a mai interpretat vocea lui Fawn, fiind înlocuită de Angela Bartys.
- Mae Whitman -  Clopoțica
- Kristin Chenoweth -  Rosetta
- Pamela Adlon - Vidia
- Lucy Liu - Silvermist
- Jesse McCartney -  Terence
- Raven Symone -  Iridessa
- Anjelica Huston -  Queen Clarion
- Grey DeLisle - Lyria, Viola, narator
- John DiMaggio -  Ministrul Toamnei
- Jane Horrocks - Zâna Mary
- Jeff Bennett - Clank/Fairy Gary
- Roger Craig Smith -  Bolt, Stone
- Bob Bergen - Blaze, Bugs
- Thom Adcox-Hernandez - Flint
- Angela Bartys - Fawn
- Allison Roth - Zâna Franceză
- Corey Burton -  Broască

## Muzică
Albumul cu melodii a fost lansat pe 22 septembrie 2009 și conține melodii inspirate din film. Albumul conține și "Fly to Your Heart" din prima parte.

### Melodii
- 1.Gift of a Friend - Demi Lovato
- 2.Take to the Sky - Jordan Pruitt
- 3.Where the Sunbeams Play - Méav Ní Mhaolchatha
- 4.Road to Paradise - Jordin Sparks
- 5.I'll Try - Jesse McCartney
- 6.If You Believe - Lisa Kelly of Celtic Women
- 7.Magic Mirror - Tiffany Thornton
- 8.The Magic of a Friend - Haley Orrantia
- 9.It's Love That Holds Your Hand - Jonatha Brooke
- 10.A Greater Treasure Than a Friend - Savannah Outen
- 11.Pixie Dust - Ruby Summer
- 12.Fly Away Home - Alyson Stoner
- 13.Fly to Your Heart - Selena Gomez

## Lansare
Filmul a fost lansat în Mexic în mai multe părți din America de Sud în Septembrie 2009, iar în U.S.A. pe 27 octombrie 2009. Filmul a fost și lansat pe DVD și Blu-ray în Marea Britanie pe 16 noiembrie 2009. Filmul a debutat pe Disney Channel pe 29 noiembrie 2009, iar în România pe 6 decembrie 2009.